# Wady wina

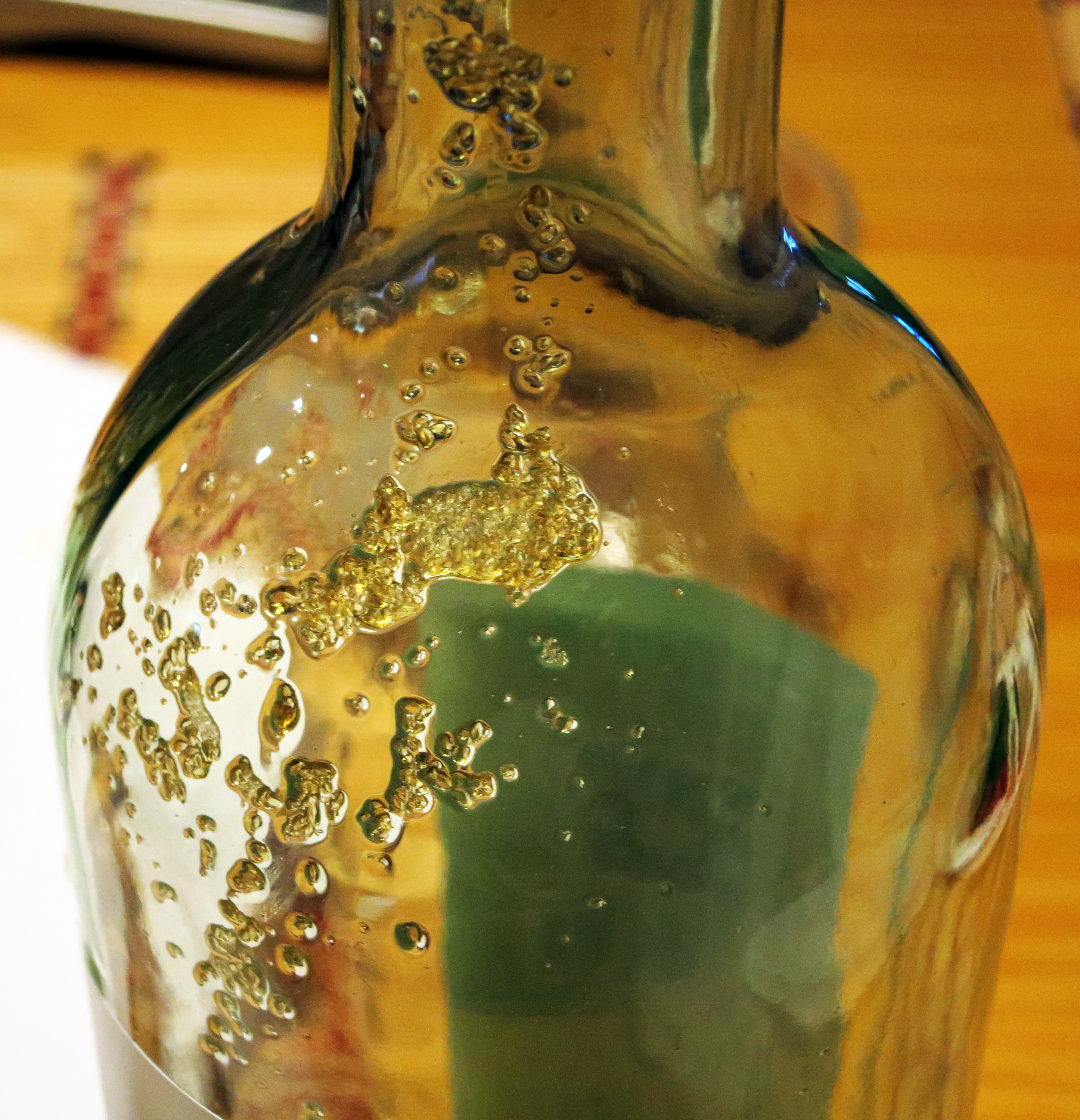
Kamień winny nie jest uważany za wadę wina

Wady wina – niepożądane cechy wina powstające w procesie produkcji wina lub podczas jego przechowywania.
Nie istnieje precyzyjna definicja tego, czym jest wada wina. Przyczyną niektórych wad wina może być nadmierne stężenie związków, które jednocześnie w niższych stężeniach mogą być uważane wręcz za pożądane, nadając ciekawe i subtelne niuanse sensoryczne. Niektóre typowe cechy danego stylu wina mogą stanowić wadę w innych (np. utleniony bukiet sherry), niektóre osobliwe aromaty jak „stajenny” tworzony przez etylofenole mogą być akceptowalne w niektórych winach lub jako część charakterystycznego terroir.
Szybkie wykrycie wad pozwala winiarzowi na podjęcie działań usuwających ją, zanim stanie się nieodwracalna. Czasami jednak wady mogą ujawniać się dopiero po latach od zabutelkowania. Częstym źródłem wad wina jest zbyt delikatne siarkowanie (lub zupełne nieużywanie SO
2), użycie dzikich drożdży, niestosowanie filtracji, nieodpowiednia kwasowość wina i zawartość substancji odżywczych dla drożdży.
Do wad wina zalicza się m.in.:
- utlenienie wina – zazwyczaj manifestuje się przez utratę świeżości wina[1], owocowości[4], tworzenie się aromatów gotowanych warzyw[1], karmelu. W białych winach powoduje przedwczesne brązowienie[4]. Utlenianie może następować nawet przy braku obecności cząsteczkowego tlenu, katalizowane przez jony metali, zwłaszcza w obecności światła[1].
- redukcja siarkowa – wada spowodowana występowaniem lotnych związków siarkowych. Nazwa pochodzi stąd, że wada ta jest częsta w winach o bardzo niskim potencjale redoks[3]. Wada redukcji obejmuje takie związki jak siarkowodór (zapach zgniłych jaj), merkaptany (czosnek, zgniła kapusta, pot, skunks) czy disiarczki (guma)[5]. Tworzenie tych związków jest związane z działalnością drożdży[3].
- choroba korkowa wina – spowodowana jest głównie 2,4,6-trichloroanizolem; nadaje zapach wilgotnej piwnicy, stęchlizny, ziemisty smak[4]. Zazwyczaj przyczyną jest korek zainfekowany grzybem, zwłaszcza jeśli wcześniej w jego produkcji były używane związki chemiczne zawierające chlor[1].
- infekcje wywołane przez bakterie kwasu octowego – bakterie m.in. z rodzaju Acetobacter produkują drażniący, ostry kwas octowy wyczuwalny w winie[1], tzw. sztych octowy, zwłaszcza jeśli niedostateczna jest higiena produkcji wina[4]. Owoce porażone przez pleśń niosą większe ryzyko rozwinięcia się infekcji Acetobacter po fermentacji[6].
- infekcje wywołane przez drożdże Dekkera (dawniej Brettanomyces, wada zwana także brett) – wada nadająca winu aromaty od goździkowych, wędzonych, skórzanych, cedrowych po aromaty apteczne, bandażowe, stajenne. Wiąże się z powstawaniem takich związków jak 4-etylogwajakol i 4-etylofenol. Niektórzy konsumenci brett w umiarkowanym nasileniu nie uznają za wadę, a wręcz za nuty wzbogacające złożoność wina[6]. Drożdże Dekkera są bardzo wrażliwe na siarkowanie[4].
- posmak mysi – niektóre szczepy heterofermentatywnych bakterii rodzaju Lactobacillus oraz drożdże Dekkera mogą prowadzić do wady w postaci tzw. „mysiego posmaku”. Objawia się ona odrzucającym zapachem mysich odchodów oraz zalegającym posmakiem. W wykryciu tej wady pomaga pocieranie próbki wina między palcami[6].
- kożuch – powstawanie na powierzchni wina warstwy drożdżowej (np. z Candida vini) związanej z ich tlenowym metabolizmem. Z czasem może się rozrosnać i przypominać pleśń. Drożdże te wnoszą różne sensorycznie aktywne związki chemiczne jak octan etylu, acetoina, aldehyd octowy[6].
- śluzowacenie – w wytrawnych winach o niskiej kwasowości mogą rozwijać się bakterie Pediococcus i Lactobacillus, które mogą produkować pozakomórkowo polisacharydy, np. β-glukany zwiększające lepkość wina[6].

Niektóre odmiany winorośli mogą wnosić do wina unikalne związki zapachowe, które w zależności od preferencji mogą być uznawane za niepożądane. Należą do nich aromaty przypominające truskawkę wnoszone przez winorośl lisią i jej hybrydy.